# Henschia flaveolus
Henschia flaveolus är en insektsart som beskrevs av Mitjaev 1967. Henschia flaveolus ingår i släktet Henschia och familjen dvärgstritar. Inga underarter finns listade i Catalogue of Life.